# Josephine Bakerová
Josephine Bakerová, vlastním jménem Freda Josephine McDonald (3. června 1906, St. Louis, USA – 12. dubna 1975, Paříž, Francie) byla francouzsko-americká herečka, zpěvačka a tanečnice, po matce černošsko-indiánského a po otci latino-hispánského původu. Byla nejen umělkyní výrazně exotického zjevu i chování, ale také bojovnicí za svobodu a rovnoprávnost.
Od malička sloužila v bělošských rodinách jako služebná. Její zálibou byl ale tanec a už od devíti let vystupovala po práci jako dětská zpěvačka a tanečnice v nočních klubech.
Už coby sotva šestnáctiletá prorazila v malé divadelní skupině. O rok později (v roce 1923) se dostala do New Yorku a jako sboristka si zde také poprvé zatančila před kritickou místní smetánkou na jevišti jednoho místního hudebního divadla. Měla přirozený talent a propracovala se až na sólovou tanečnici na Broadwayi. I když ale u obecenstva zaznamenávala neuvěřitelné úspěchy, byla stále jen „energií nabitou tancující černoškou“, které honorace sice tleskala, ale ruku by jí nepodala. Dosažená sláva měla tak pro mladou Josephine trpkou příchuť.

## Osudová Paříž

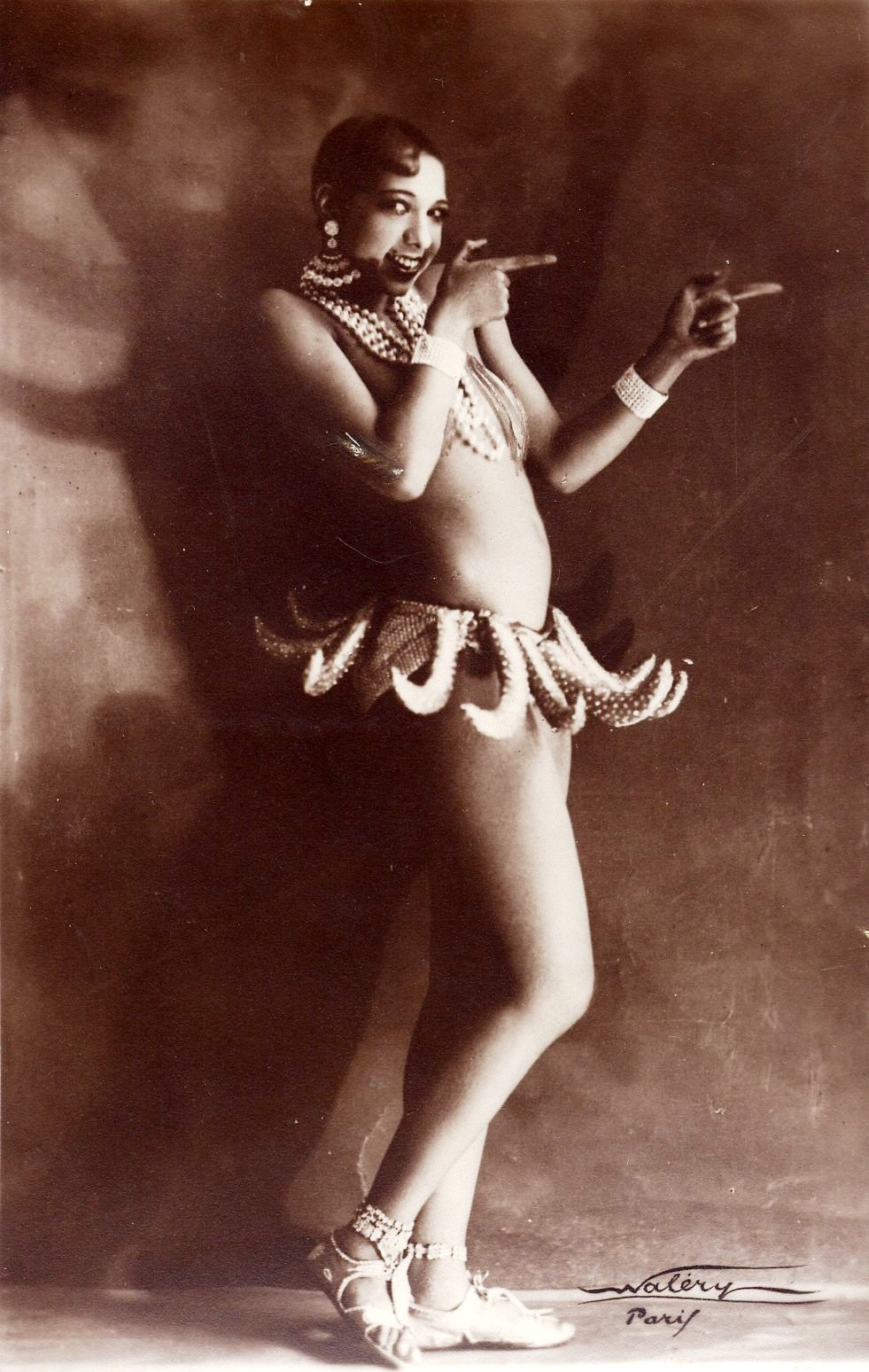
Josephine Baker v banánové sukénce (1927)

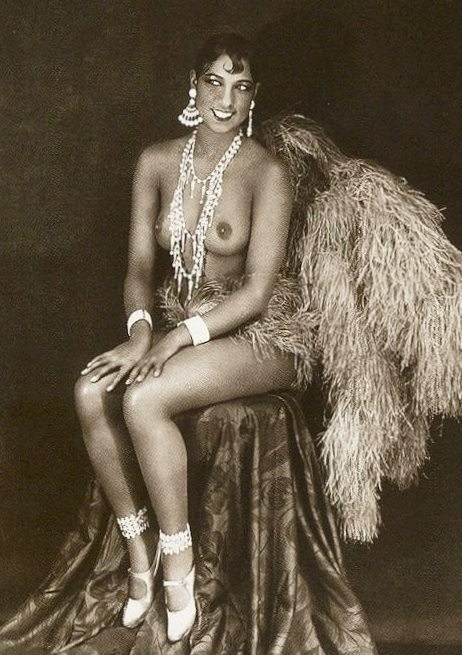
Josephine Baker nahoře bez, 1927

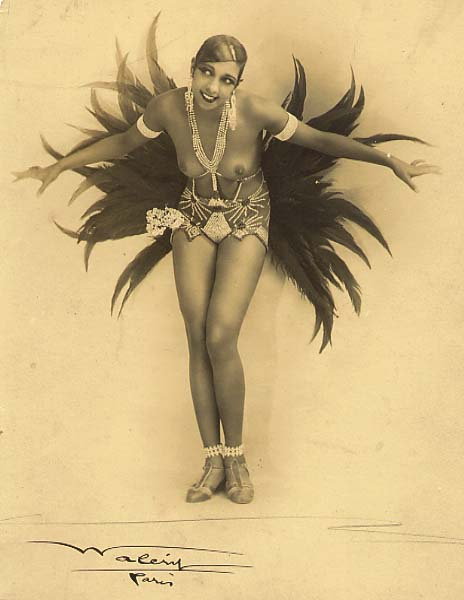
Lucien Walery: Josephine Baker

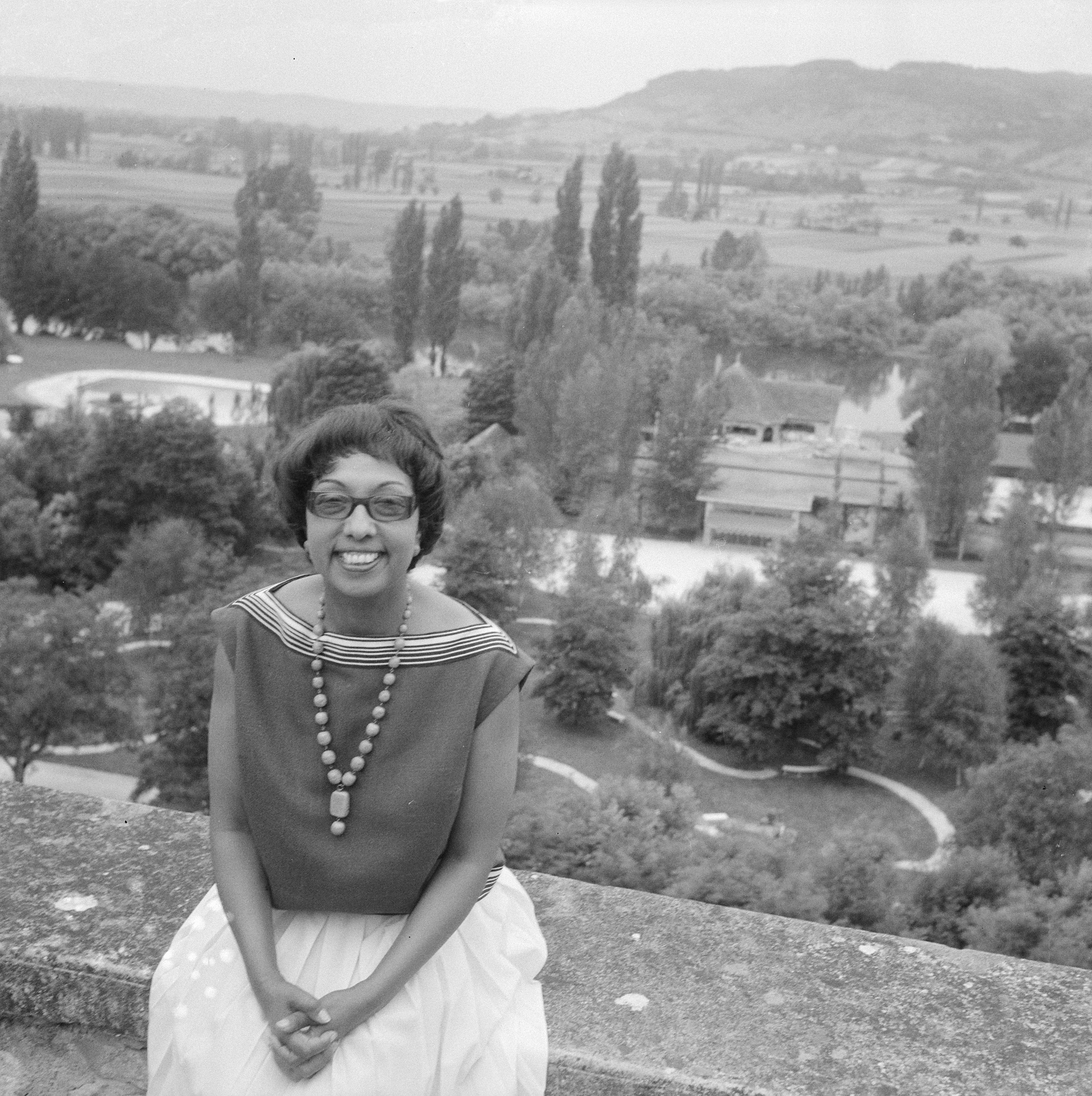
Josephine Baker v Château des Milandes, 1961

Po úspěšné newyorské sezóně proto bez velké lítosti odjela s černošskou revue Black Birds v roce 1926 do Evropy, aby hostovala v Paříži s Revue negre. Paříž podle dobového tisku „zalapala po dechu a padla Josephině k nohám“. I pro ni se stala metropole nad Seinou osudovou. Pro studio Odéon hned v prosinci 1926 natočila své první gramofonové nahrávky. Mezi asi deseti skladbami většinou v rytmu charlestonu byla také její vynikající verze známého waltzu Irvinga Berlina Always. S nahrávkami měla Bakerová úspěch. Na víc než jedno desetiletí se stala hlavní atrakcí pařížských podniků Folies Bergère či Casino de Paris a nakonec i vlastního nočního klubu, který nesl pojmenování Chez Josephine.
Pro Evropu se v předválečné době Josephine Bakerová stala ztělesněním hot-jazzu. Charleston, který byl tehdy módním tancem, předváděla do té doby nevídaným způsobem: Jako tornádo vířila na jevišti či parketu, zakrytá pouze pštrosím vějířem nebo ve své pověstné sukénce z banánových listů. Byla ve správný čas na správném místě a ovlivnila vkus a estetické vnímání lidí tehdejších i příštích generací. Zastínila i takové hvězdy jako byla Sarah Bernhardt, či tenkrát velice populární Ďagilevův ruský balet a stala se okamžitě miláčkem francouzského publika.
Josephine Baker změnila všechny dosavadní představy o kráse. Najednou se stala novým idolem energické černošky: snědá pleť, vyholené podpaždí a vlasy nagelované vaječným bílkem. Opalování, které se před tím považovalo za sprosté a nepatřičné, se stalo trendem a podnítilo i vznik úplně nového výrobku – oleje na opalování, s kterým poprvé přišel na trh Jean Patou. Najednou byla vzorem mnoha žen. A tím, že se stala hvězdou Paříže, inspirovala celý svět.
Později sklízela značné úspěchy po celém starém kontinentu i díky šansonům. Odevšad se ale vždy a ráda vracela domů, do Paříže, a roku 1937 vděčně přijala francouzské státní občanství.
Rodné Americe nikdy neodpustila segregaci černých a bílých. Ač byla již světovou hvězdou, nemohla při svém americkém turné večeřet v „bílé“ restauraci nebo se ubytovat v jednom apartmá se svým francouzským snoubencem bílé pleti. Ve Francii ale barva její kůže nikoho nepohoršovala, právě naopak.

## Válečná hrdinka
Že Francii skutečně miluje, dokázala už brzy. Za její aktivitu v době 2. světové války, kdy aktivně pracovala jako špionka a vyzvědačka proti německým fašistickým okupantům, jí bylo uděleno nejvyšší francouzské státní vyznamenání, Řád čestné legie, které dodnes získala jen hrstka žen. Za svou odbojovou činnost byla po válce vyznamenána generálem Charlesem de Gaullem také Lotrinským křížem a Medailí hnutí odporu.
Pro novou vlast nasadila Josephine Bakerová doslova vlastní život. S jen malou nadsázkou by se dalo říci, že se stala živoucí francouzskou agentkou 007. Francouzská výzvědná služba využila její kontakty i schopnosti, mimo jiné například v Lisabonu, kam odjela pod záminkou koncertního vystoupení, odhalila několik agentů nacistické výzvědné služby. Navázala kontakt s vedoucím německé bezpečnostní služby Heinzem Reinnertem a podařilo se jí od něj pro Sûreté Nationale získat cenné informace.
Odboji také významně pomáhala, když vystupovala v marseillské opeře, v severní Africe, v Alžírsku nebo Maroku. Velmi jí byla užitečná znalost jazyků (kromě angličtiny a francouzštiny plynule mluvila německy, italsky, španělsky a portugalsky). Při pobytu v Casablance se ji nepřátelští agenti pokusili téměř úspěšně otrávit. Strávila pak víc než rok a půl v nemocnici.

## Evropská hvězda
Do konce 30. let nazpívala víc než stovku písniček. S jejím uměním se mohl seznámit nejen omezený počet pařížských nočních podniků, ale i miliony filmových diváků. Zahrála si (a hlavně zatančila) v němém filmu Svůdná Paříž. Film se promítal i v Praze, a to hned v roce 1927, kdy byl dotočen. Bakerová vystupovala snad ve všech významných střediscích zábavy po celém světě. Zpívala a tančila také na scéně vídeňského divadla Johanna Strausse. Z Vídně se Bakerová vydala přes Budapešť, Bukurešť a Gdaňsk do Kodaně a na zpáteční cestě do Německa se zastavila i v Praze. Podruhé pak v Praze vystupovala v roce 1932.
A lidé na ni chodili i v mnohem puritánštějších zemích než byla Francie. Nikdo se neohlížel na to, že církevní kruhy proti jejímu účinkování organizovaly protestní akce. Zpívala i na scéně pražské Lucerny. Filmový podnikatel Miloš Havel dal kvůli ní při druhém pražském turné zřídit zvláštní vchod do své pracovny, aby mohla nepozorovaně vejít a odejít.
V Československu vystoupila také na festivalu Bratislavská Lyra v roce 1970.

## Aktivní až do konce
Od roku 1950 pobývala na svém zámečku Les Milandes v jižní Francii. I ve vyšším věku se aktivně angažovala v hnutí proti rasové diskriminaci. Ujala se výchovy dvanácti adoptovaných dětí různých ras a různého náboženství. Když se dostala do finančních potíží, které ji donutily vzdát se svého francouzského sídla, přesídlila s pomocí monackého knížete Rainera do vlastní vily u Monaka. Byla celkem pětkrát vdaná.
I ve věku okolo 70 let se stále objevovala na jevištích různých hudebních síní, také v berlínském Friedrichstadt-Palastu nebo newyorské Carnegie Hall. Dne 8. dubna 1975 byla uspořádána Retro show k 50. výročí jejího vstupu do světa showbyznysu. O čtyři dny později – 12. dubna 1975 – postihlo Bakerovou ve spánku krvácení do mozku a po převozu do nemocnice zemřela. Pochována je v Monaku.

## Obraz v umění
- 1991 Marie Říhová: Femme fatale dvoudílná životopisná hra o Josephine Bakerové.[2]